# Long Island Nets 2020-2021
La stagione 2020-21 dei Long Island Nets fu la 5ª nella NBA D-League per la franchigia.
I Long Island Nets arrivarono decimi nella regular season con un record di 7-8, non qualificandosi per i play-off.

## Roster
|    | Naz.                   | Ruolo | Sportivo        | Anno | Alt. | Peso |  |
| -- | ---------------------- | ----- | --------------- | ---- | ---- | ---- |  |
| 1  | Stati Uniti (bandiera) | A     | Reggie Perry    | 2000 | 206  | 113  |  |
| 2  | Stati Uniti (bandiera) | G     | Shannon Scott   | 1992 | 185  | 84   |  |
| 3  | Stati Uniti (bandiera) | G     | Jeremiah Martin | 1996 | 188  | 84   |  |
| 5  | Stati Uniti (bandiera) | G     | C.J. Massinburg | 1997 | 196  | 92   |  |
| 6  | Francia (bandiera)     | G     | Élie Okobo      | 1997 | 191  | 86   |  |
| 7  | Stati Uniti (bandiera) | A     | Nate Sestina    | 1997 | 206  | 106  |  |
| 12 | Camerun (bandiera)     | A     | Paul Eboua      | 2000 | 203  | 97   |  |
| 13 | Stati Uniti (bandiera) | A     | B.J. Johnson    | 1995 | 198  | 91   |  |
| 22 | Stati Uniti (bandiera) | A     | Kaiser Gates    | 1996 | 201  | 102  |  |
| 23 | Stati Uniti (bandiera) | G     | Jordan Bowden   | 1997 | 196  | 88   |  |
| 41 | Stati Uniti (bandiera) | A     | Tariq Owens     | 1995 | 208  | 93   |  |
|    | Stati Uniti (bandiera) | A     | Tyler Bey       | 1998 | 201  | 98   |  |
|    | Stati Uniti (bandiera) | GA    | Nate Hinton     | 1999 | 196  | 95   |  |

## Staff tecnico
- Allenatore: Bret Brielmaier
- Vice-allenatori: Mike Babul, Milt Palacio
- Preparatore atletico: Jana Austin
- Preparatore fisico: Rahsaan Robinson